# Lower East Side
Lower East Side (LES) – dzielnica Manhattanu, leżąca w jego południowo-wschodniej części. Jej granice wyznaczają Allen Street, East Houston Street, Essex Street, Canal Street, Eldridge Street, East Broadway oraz Grand Street. Od zachodu graniczy z chińską dzielnicą Chinatown i NoLita, od północy natomiast z East Village, uznawaną przez lata za integralną część Lower East Side.
W latach 40. XIX w. zaczęto budować na terenie Lower East Side kamienice czynszowe dla napływających z Europy irlandzkich i niemieckich imigrantów. W ostatnich latach XIX w. w Lower East Side osiedlały się już miliony ludzi przybywających przede wszystkim z Europy Wschodniej. Byli to głównie Żydzi. Wtedy okolica ta stała się jednym z najgęściej zaludnionych miejsc na świecie. Obecnie LES zamieszkała jest przez klasę średnią, przedstawicieli różnych grup etnicznych i narodowości, przede wszystkim jednak przez przybyszy z Portoryko. Wciąż jednak widoczne są ślady przeszłości, w tym interesujące elementy kultury żydowskiej. Choć społeczność żydowska rozproszona jest teraz po niemal całym Nowym Jorku, na Lower East Side pozostali nieliczni jej przedstawiciele – głównie ortodoksyjni.
Warte uwagi są synagogi, sklepy oraz delikatesy z produktami koszernymi.
W ostatnich latach poddano Lower East Side procesom gentryfikacji, dzięki czemu okolica zyskała pewien prestiż.
Dzielnica została wpisana do Krajowego Rejestru Miejsc Historycznych w dniu 7 września 2000 roku.